# Monte Coffin
El Coffin Top es una montaña que se eleva a 745 m s. n. m., que se encuentra a 2,6 kilómetros al este-noreste del monte Fagan y a tres kilómetros al noroeste de la bahía Paz en Georgia del Sur. Un territorio en el Océano Atlántico Sur, cuya soberanía está en disputa entre el Reino Unido el cual las administra como «Territorio Británico de Ultramar de las islas Georgias del Sur y Sandwich del Sur», y la República Argentina que las integra al Departamento Islas del Atlántico Sur, dentro de la Provincia de Tierra del Fuego, Antártida e Islas del Atlántico Sur. El monte fue nombrado "Sarg-Berg" (montaña ataúd) por el grupo alemán de las investigaciones del Año Polar Internacional, de 1882 y 1883. En 1954 el Comité Antártico de Lugares Geográficos del Reino Unido (UK-APC) recomendó el uso del nombre en inglés.